# Danielle Horvat
 (décembre 2023).
Si vous disposez d'ouvrages ou d'articles de référence ou si vous connaissez des sites web de qualité traitant du thème abordé ici, merci de compléter l'article en donnant les références utiles à sa vérifiabilité et en les liant à la section « Notes et références ».
Danielle Horvat est une actrice australienne née le 10 juillet 1991 à Melbourne, en Australie.

## Carrière
Danielle Horvat est connue pour avoir joué dans le feuilleton télévisé Les Voisins (Neighbours).
En 2010 et 2011, elle tient un des rôles principaux dans les saisons 4 et 5 de la série télévisée Sea Patrol produite par la chaîne de télévision australienne Nine Network : elle y joue le rôle de Jessica Bird, matelot et cuistot du patrouilleur militaire HMAS Hammersley de la marine australienne. Elle a également joué dans la série télévisée Miss Fisher enquête.